# Acanthella (Plantae)
Acanthella, maleni biljni rod od dvije vrste iz tropskih područja Kolumbije, Venezuele i sjevernog Brazila. Pripada porodici melastomovki (Melastomataceae) i redu Myrtales.

## Vrste
1. Acanthella pulchra Gleason
2. Acanthella sprucei Hook.f.